# 薛蕙
薛蕙（1489年—1541年），字君采，號西原，直隸武平衛軍籍，河南河南府偃師縣人，明朝政治人物。

## 生平
正德八年（1513年）癸酉科應天鄉試第四名舉人，九年（1514年）甲戌科二甲第十三名進士。授刑部主事，明武宗南巡之爭中，因進諫勸阻而受杖奪俸，隨後引疾歸里，後來起復為吏部主事，升吏部考功司郎中。嘉靖二年（1523年）大禮議事件中，廷臣數次進諫，薛蕙亦上疏勸阻。明世宗讀後大怒，奪俸三月，後來因事被攻訐後歸里，二十年（1541年）卒。

## 延伸阅读
[在维基数据编辑]
 《國朝獻徵錄·卷之二十六》，出自焦竑《國朝獻徵錄》
 《明史卷一百九十一》，出自《明史》
 在维基共享资源阅览影像